# Rabor
Rābor (farsi رابر) è il capoluogo dello shahrestān di Rabor, circoscrizione Centrale, nella provincia di Kerman; era in precedenza una circoscrizione dello shahrestān di Baft. La città aveva, nel 2006, una popolazione di 12.386 abitanti. 